# Agèsies
Agèsies (en grec Ἀγησίας Agesias) va ser un esportista i endeví grec nascut a Siracusa a la primera meitat del segle v aC. Era membre de la branca siracusana dels Iàmides, una família que custodiava l'oracle de Zeus a Olímpia. Va ser cap militar i endeví a les ordres del tirà Hieró I de Siracusa (478-466 aC), del qual va fer-se amic. Es diu que va destacar en els combats pel seu valor personal.
Píndar li va dedicar la seva sexta Olímpica, pel seu triomf en la cursa de carros de mules als Jocs Olímpics de l'any 468 aC. La victòria de la cursa es va celebrar a Estimfal, una ciutat d'Arcàdia d'on era originària la seva mare. Píndar va compondre aquesta oda a Tebes per a acompanyar aquesta celebració.
Agèsies va morir assassinat l'any 466/465 durant una revolució interna a la ciutat de Siracusa, pocs mesos després de la mort del tirà Hieró.